# Подлипоглав
Подлипоглав (на словенски: Podlipoglav) е село в Словения, регион Средна Словения, община Любляна. Според Националната статистическа служба на Република Словения през 2015 г. селото има 207 жители.